# Grad (Split)
Grad je ime za najužu jezgru grada Splita.
Nastao je unutar Dioklecijanove palače, u kasnom antičkom razdoblju, u 6. stoljeću, te postupnim širenjem prema zapadu u razvijenom i kasnom srednjem vijeku. Granice Grada omeđili su tadašnji bedemi koji su okružili i same bedeme Palače, a u 17. st. njih su okružili širi i veći, novi bedemi, u dijelovima i danas očuvani.
Po predaji, prvi stanovnici Splita bili su izbjeglice iz Salone - rimskog grada na mjestu današnjeg Solina - kojeg su u 6. st. uništili Avari.
Dijeli se na Stari grad (lokalno: Get) - unutar nekadašnje Dioklecijanove palače, i Novi grad - zapadno od Starog grada, s Narodnim trgom (Pjacom), do današnje Marmontove ulice.
Okružen je svojim povijesnim predgrađima (varošima) (Veli) Varoš, Dobri, Manuš, Lučac.
Ime Grad očuvano je i u današnjem govoru pa Splićani - kada bilo kojom namjerom trebaju poći u staru gradsku jezgru kažu - "Iden u Grad", bez obzira gdje se nalazili na području Splita. Također, u današnjoj upravnoj podjeli, njegovo područje čini istoimeni gradski kotar, u koji je uklopljen Dobri i dio Manuša.